# Friedrich Albert Wenner
Friedrich Albert Wenner, auch Federico Alberto Wenner, (* 17. Januar 1812 in St. Gallen; † 29. August 1882 in Salerno) war ein Schweizer Grossindustrieller. Er war ein bedeutender Industriepionier im Bereich der Textilproduktion in Süditalien.

## Leben
Friedrich Albert Wenner absolvierte eine kaufmännische Lehre beim im Musselin-Handelshaus Mittelholzer & Züblin in St. Gallen. Sein Lehrbetrieb verschaffte ihm eine Anstellung bei David Vonwiller's Baumwollhandelsunternehmen (Vonwiller & C) in Neapel, wo er in wenigen Jahren die Karriere zu einem leitenden Angestellten machte.
Zusammen mit Johann Konrad Schläpfer (1798–1852) und mit Hilfe von deutschen und englischen Investoren gründete er 1834 ein eigenes Textilunternehmen in Salerno mit dem Namen Schläpfer, Wenner & C. Das Unternehmen umfasste eine Färberei und eine Kattundruckerei in Salerno, sowie eine Weberei in Angri. 1839 bereiste er England um sich mit den neusten Technologien in der Baumwollfabrikation vertraut zu machen. Wie zum Beispiel dem Rouleauxdruck und mechanischen Webmaschinen. In den Jahren 1866/67 wurde das Unternehmen um eine Spinnerei und weitere mechanische Webereien in Salerno ergänzt. Die Baumwollstoffe waren erst für den Export und später auch für den einheimischen Markt bestimmt. Das Unternehmen war sehr erfolgreich und hatte mehrere Tausend Angestellte.
Friedrich Albert Wenner heiratete im Jahre 1834 Rosalie Sulzberger (1815–1880).
Im Oktober 1865 wurde einer seiner Söhne sowie drei Angestellte seiner Firma von Briganten entführt und vier Monate lang festgehalten. Für ihre Freilassung musste 200.000 Lire (heute über 1 Million Schweizer Franken) bezahlt werden. Die Nachricht dieser Entführung verursachte auch im Ausland grosses mediales Aufsehen und wurde z. B. in der deutschen Zeitschrift Die Gartenlaube (1866) unter dem Titel „Vier Monate unter den Briganten“ beschrieben.
Nach mehrjähriger Krankheit verstarb Friedrich Albert Wenner am 29. August 1882 in Salerno. Sein Sohn Robert Wenner übernahm die Leitung des Unternehmens.